# 2007년 태풍
이 문서에서는 2007년에 발생한 태풍들의 활동에 대해 기록한다. 2007년에는 4월 1일에 제1호 태풍 콩레이가 발생한 것을 시작으로, 연말까지 총 24개의 태풍이 발생하였다. 평균적으로 1년 동안 태풍 발생 개수가 26.7개인 것과 비교하면 낮은 수치이다.
태풍 이름 뒤에 (제명)이 붙은 이름은 인명 및 재산피해가 극심하거나, 또는 허리케인 및 사이클론의 이름과 중복되거나, 타 자연재해를 연상시킨다는 다양한 이유로 인해 아시아태풍위원회에서 최종 심사를 거쳐 태풍 이름 140개에서 제거가 된 것으로 더 이상 사용할 일이 없는 태풍 이름입니다.라는 뜻이다.

## 통계

### 월별 태풍 발생 개수
2007년 기록과 30년 평균 기록의 비교
| -                              | 1월       | 2월       | 3월       | 4월       | 5월       | 6월       | 7월       | 8월        | 9월        | 10월       | 11월       | 12월       |
| ------------------------------ | --------- | --------- | --------- | --------- | --------- | --------- | --------- | ---------- | ---------- | ---------- | ---------- | ---------- |
| 2007년 (누적)                  | 0 (0)     | 0 (0)     | 0 (0)     | 1 (1)     | 1 (2)     | 0 (2)     | 3 (5)     | 4 (9)      | 5 (14)     | 6 (20)     | 4 (24)     | 0 (24)     |
| 30년 평균 1971년~2000년 (누적) | 0.5 (0.5) | 0.1 (0.6) | 0.4 (1.0) | 0.8 (1.8) | 1.0 (2.8) | 1.7 (4.5) | 4.0 (8.5) | 5.5 (14.0) | 5.0 (19.0) | 3.9 (22.9) | 2.5 (25.4) | 1.3 (26.7) |

- 30년 평균으로 1년 동안 태풍 발생 개수가 26.7개인데 비해, 2007년에는 1년 동안 24개가 발생하여 약간 낮은 수치를 기록하였다. 2006년 기록인 23개보다는 1개가 더 발생하였다.
- 30년 평균 기록에서는 5.5개로 8월에 태풍 발생이 가장 잦다. 그러나, 2007년에는 10월에 6개가 발생하여 태풍 발생이 가장 많은 달이 되었고, 8월에는 4개가 발생하여 세 번째로 태풍이 많이 발생한 달이 되었다.

### 강도별 태풍 개수
| 강도(풍속)                    | 개수 | 전체 중 비율 |
| ----------------------------- | ---- | ------------ |
| 약(17 m/s 이상 ~ 25 m/s 미만) | 6개  | 25.0%        |
| 중(25 m/s 이상 ~ 33 m/s 미만) | 4개  | 16.7%        |
| 강(33 m/s 이상 ~ 44 m/s 미만) | 6개  | 25.0%        |
| 매우 강(44 m/s 이상)          | 8개  | 33.3%        |

- 강도 "강"과 "매우 강"으로 발달한 태풍(세계 기상 기구 기준으로는 TY)은 2007년에 총 14개가 기록되었다. 이 기록은 30년 평균 기록인 13.1개와 비교하여 약간 많지만 크게 차이가 나지 않는다. 하지만 전체 발생 개수 중 차지하는 비율로 비교해 보면 2007년 기록과 30년 평균 기록은 비교적 크게 차이가 난다. 2007년 기록에서는 24개 중 14개로 58.3%를 차지하지만, 30년 평균 기록에서는 26.7개 중 13.1개로 49.1%를 차지하여 두 기록 사이에는 약 10% 정도의 차이가 난다.

## 활동한 태풍

### 제1호 태풍 콩레이
2007년의 첫 태풍인 콩레이 (KONG-REY)는 4월 1일, 괌 섬 동남동쪽 약 970km 부근 해상에서 발생했다. 주로 북서쪽으로 움직이며 발달해, 4월 3일 밤 9시에는 중심 기압 960hPa, 최대 풍속 40m/s의 강도 "강", 반경 400km의 "중형" 태풍으로 성장했다. 이후 북쪽으로 이동하다가 4월 4일을 시작으로 북동쪽으로 이동하기 시작하면서 빠르게 약화되었고, 4월 6일에는 일본 도쿄 동남동쪽 약 2150 km 부근 해상에서 소멸되었다. "콩레이"는 캄보디아에서 제출한 이름으로, 산의 이름이다.

### 제2호 태풍 위투
제2호 태풍 위투 (YUTU)는 5월 18일, 괌 섬 남서쪽 약 800km 부근 해상에서 발생했다. 처음에는 서진을 하다가, 발생 2일째부터 점차 북쪽으로 방향을 틀었다. 5월 18일 이후 빠르게 발달해, 5월 19일에 진로를 북동쪽으로 바꾼 뒤에 5월 21일에 반경 250km의 "소형" 태풍이지만 중심 기압 935hPa, 최대 풍속 50m/s의 "매우 강"한 태풍으로 발달했다. 그러나 같은 날 저녁이 되면서 세력이 점차 약해져, 이동 속도가 빨라지면서 5월 23일 아침 9시에 도쿄 동남동쪽 약 1600km 부근 해상에서 소멸되었다. "위투"는 중국에서 제출한 이름으로, "옥토끼"를 뜻한다.

### 제3호 태풍 도라지
제3호 태풍 도라지 (TORAJI)는 7월 4일, 베트남 하노이 동남동쪽 약 300km 부근 해상에서 발생했다. 하이난섬과 베트남으로 둘러싸여 있는 좁은 통킹만 해상에서 발생한 데다, 발생 당시 북쪽으로 이동하고 있어 발생과 즉시 육지에 상륙할 것으로 예상되었다. 결국 태풍 도라지는 태풍으로 발달한 지 24시간도 채우지 못하고 7월 6일 새벽에 베트남에 상륙하여 소멸되었다. "도라지"는 조선민주주의인민공화국에서 제출한 이름이다.

### 제4호 태풍 마니
제4호 태풍 마니 (MAN-YI)는 7월 9일 새벽, 괌 섬 남쪽 약 670km 부근 해상에서 발생했다. 발생 이후 계속 북서진하며 발달을 시작했다. 7월 11일 괌 섬 서북서쪽 약 1340km 부근 해상에 이르러서는 강도 "강"의 태풍으로 발달했고, 이 때를 전후해 대한민국 부근으로 접근할 것이라는 예보가 나왔다. 그 뒤 북북서진으로 방향을 점차 북쪽으로 틀면서 계속 발달해 7월 13일에는 중심 기압 930hPa, 최대 풍속 50m/s까지 발달했다. 반경도 650km의 "대형" 태풍으로 발달했다. 대한민국에 가장 근접했던 7월 14일에는 제주도와 남해상을 중심으로 태풍경보와 태풍주의보, 강풍주의보가 발효되기도 했다. 7월 14일 정오를 넘기면서 태풍이 일본 규슈 섬 남쪽 해안에 상륙하면서 대한민국은 점차 태풍의 영향권에서 벗어나기 시작했다. 이후 일본 열도를 따라 이동하며 7월 16일에 삿포로 동남동쪽 약 1200 km 부근 해상에서 소멸되었다. "마니"는 홍콩에서 제출한 이름으로 "해협의 이름"이다.
이 태풍으로 인해 대한민국은 서해상과 남해상에 파도가 크게 일고, 제주도와 동해안에 비가 조금 내렸을 뿐, 영향은 크지 않았다. 그러나 태풍이 북상하고 있던 7월 14일에 해수욕을 하다가 3명이 사망하는 사고가 발생하자, 태풍주의보 속에서도 해수욕을 통제하지 않은 해수욕장 측에 비난이 쏟아지기도 했다. 태풍의 직접적인 영향을 받은 일본에서는 4명이 사망하거나 실종되고, 80여명이 부상당한 것으로 집계되었다.

### 제5호 태풍 우사기
제5호 태풍 우사기 (USAGI)는 7월 29일 오후 3시, 괌 섬 북쪽 약 510 km 부근 해상에서 발생했다. 발생 초기의 예보는 주로 북진 내지 북북서진하여 일본 열도 중앙을 관통할 것으로 예상하여 대한민국에는 근접하지 않을 것으로 예보되었다. 그러나 예상보다 진로가 점차 서쪽으로 이동했고, 7월 31일에는 규슈 섬을 통과하여 동해상으로 진출할 것으로 예상되었다. 이 때의 세력은 중심 기압 955hPa, 최대 풍속 41m/s로 강도 "강"의 태풍이었다. 그리고 8월 1일에는 945hPa로 중심 기압이 떨어지고, 최대 풍속도 45m/s까지 발달했다. 이후 8월 2일에 규슈 섬에 상륙한 뒤 빠른 속도로 약화되기 시작했고, 8월 3일 새벽에 동해상으로 진출한 뒤, 빠른 속도로 북동진하여 8월 4일에 소멸되었다. "우사기"는 일본에서 제출한 이름으로 "토끼"를 뜻한다.
이 태풍으로 인해 대한민국 기상청은 8월 2일 오후에 남해 동부와 동해 남부 전 해상에 태풍주의보를 발령했지만, 3주 전에 찾아왔던 제4호 태풍 마니와 마찬가지로 대한민국에는 간접 영향만을 끼쳤다. 태풍이 상륙했던 일본 규슈 지역에서는 18명이 부상당하고, 산사태와 침수 피해로 인해 1만 3천여 세대가 긴급 대피하기도 했다.

### 제6호 태풍 파북
제6호 태풍 파북 (PABUK)은 8월 5일 오후 3시, 일본 오키나와섬 남동쪽 약 1100 km 부근 해상에서 발생했다. 발생 이후 줄곧 서쪽 또는 서북서쪽으로 이동해, 소멸될 때까지 북위 25도 위로 북상하지 않았다. 발생 30시간 만인 8월 6일 오후 9시에 "중형"급 세력의 태풍으로 발달했으나, 8월 8일 새벽에 대만 남쪽 해안을 스치면서 약해지기 시작했다. 그런 뒤 8월 9일 오후 9시에 홍콩 부근에서 소멸되었다. "파북"은 라오스에서 제출한 이름으로 민물고기의 한 종류이다.
이 태풍은 필리핀에서 11명의 사망자를 냈고, 홍콩에서는 주식시장 거래가 중단되고 학교가 휴교하는 등의 피해가 발생했다.

### 제7호 태풍 우딥
제7호 태풍 우딥 (WUTIP)은 8월 8일 오전 9시, 대만 타이베이 남동쪽 약 670 km 부근 해상에서 발생했다. 제6호 태풍 파북과 상당히 가까운 거리에서 발생했고, 북서쪽으로 이동하다가 발생 27시간 만인 8월 9일 정오, 대만에 상륙하기도 전에 열대저압부로 약화되었다. "우딥"은 마카오에서 제출한 이름으로 나비의 한 종류이다. "파북"과 함께 중국 남부를 강타한 이 태풍으로 인해 중국 레이저우반도에 1,000mm 이상의 비가 쏟아지기도 했다.

### 제8호 태풍 스팟
제8호 태풍 스팟 (SEPAT)은 8월 10일 오전 3시, 괌 섬 북서쪽 약 2,100 km 부근 해상에서 발생했다. 발생한 지 채 24시간도 지나지 않은 같은 날 오후 9시에 강도 "중"의 태풍으로 발달했고, 8월 11일 오전 9시에 강도 "강"의 태풍으로 발달했다. 이후 8월 16일에는 강도 "매우 강"의 태풍으로 발달했다. 중심 기압 906
hPa, 최대 풍속 72m/s를 기록함으로써, 2007년 발생한 태풍 중 가장 강한 태풍으로 기록되었다. 발생 후 계속 시속 10~13km의 속도로 북서쪽으로 이동하다가, 서쪽으로 진행 방향을 튼 뒤, 9월 7일 새벽에 대만에 상륙했고, 계속 북서진하여 9월 8일에 중국 상하이시 서쪽 내륙 지역에서 소멸되었다. "스팟"은 말레이시아에서 제출한 이름으로 물고기의 한 종류이다.

### 제9호 태풍 피토
제9호 태풍 피토 (FITOW)는 2007년 8월 29일 오후 3시에 괌 섬 북동쪽 해상에서 발생했다. 발생 직후 북동쪽으로 이동하다가, 8월 30일에 진로를 북쪽으로 틀면서 세력을 "강"까지 키웠다. 이후 더 이상 발달하지 않고 세력을 유지하면서 서쪽으로 느리게 이동하여 9월 4일에 일본 남쪽 해상까지 진출했다. 그리고 진로를 북쪽으로 틀면서 9월 6일 밤에 도쿄 부근 해상까지 진출했다. 9월 7일 새벽 일본에 상륙하여 일본의 간토 지방과 도호쿠 지방을 거쳐 쓰가루 해협을 통과한 뒤, 9월 8일 아침 홋카이도에 상륙한 상태에서 온대저기압으로 변질되었다. "피토"는 미크로네시아에서 제출한 이름으로 꽃의 이름이다.
태풍이 상륙했던 일본에서는 9명이 사망·실종되고, 항공기와 철도의 운행이 중단되었다. 또, 도로가 붕괴되어 산간의 온천 지대에서는 1,400명이 고립되기도 했다.

### 제10호 태풍 다나스
제10호 태풍 다나스 (DANAS)는 2007년 9월 7일 오후 9시에 일본 동쪽 먼 해상에서 발생했다. 발생 후 일본 열도를 향해 북서진하다가, 동경 150도 서쪽으로 진입한 9월 9일에 북쪽으로 방향을 틀었고, 9월 10일부터 점차 북동쪽으로 이동하기 시작했다. 속도도 빨라져 9월 11일에는 시속 46km의 속도로 동쪽으로 이동하기도 했다. 9월 12일 새벽, 육지에 상륙하지 않고 태평양 먼 해상에서 온대저기압으로 변질되었다. "다나스"는 필리핀에서 제출한 이름으로 "경험"이란 뜻이다.

### 제11호 태풍 나리
제11호 태풍 나리 (NARI)는 2007년 9월 13일 오후 3시에 일본 오키나와섬 남동쪽 해상에서 발생했다. 발생 이후 서북서쪽으로 이동하면서 급속도로 발달해, 9월 14일 오후 9시에 중심 기압 935hPa, 최대 풍속 초속 50m의 매우 강한 태풍으로 발달했다. 이후 방향을 점차 북쪽으로 틀었고, 9월 16일 12시에 제주도 동쪽 해안을 통과했다. 같은 날 저녁에 전라남도 고흥군에 상륙했고, 9월 17일 소멸되었다. 나리는 대한민국에서 제출한 이름이다.
이 태풍으로 인해 태풍이 직접 통과한 제주도에는 엄청난 피해가 발생하였다.

### 제12호 태풍 위파
제12호 태풍 위파 (WIPHA)는 2007년 9월 16일 오전 9시에 일본 오키나와섬 남남동쪽 해상에서 발생했고, 12시간 만에 중형급 태풍으로 발달했다. 예보 기관들은 초기에 저마다 중국 쪽으로 가거나 한반도의 서해안으로 향할 것으로 예상했으나, 점차 예상 진로는 중국 쪽으로 모아졌고, 태풍은 실제로 계속 북서쪽으로 이동했다. 이동하면서 계속 발달하여 타이완섬 부근에 이르렀을 때 중심 부근에서는 초속 51m의 바람이 불기도 했다. 이후 9월 19일 새벽에 중국 남동쪽 해안에 상륙했고, 9월 19일 밤에 내륙에서 소멸되었다. "위파"는 태국에서 제출한 이름으로 숙녀 이름이다.
중국 정부에 따르면, 태풍이 직접 상륙한 중국 저장성에서는 8명이 사망·실종되고, 푸젠성에서는 가옥 9,600여 동이 파손되는 피해를 입어, 중국 전역으로는 총 8,000억원의 피해가 발생했다고 발표했다. 또, 간접 영향을 받은 조선민주주의인민공화국 황해도·평안도 지역에도 9월 18일에서 9월 21일까지 300~500mm에 달하는 비가 쏟아져 농경지 109,000여 정보가 침수되고, 수많은 가옥과 공공 건물이 파손되었다. 이들 지역은 2007년 8월에도 집중호우로 피해를 입은 지역으로 한 달 만에 다시 큰 피해를 입고 말았다.

### 제13호 태풍 프란시스코
제13호 태풍 프란시스코 (FRANCISCO)는 9월 23일 오후 9시에 중국 홍콩 남쪽 약 350 km 부근 해상에서 발생했다. 발생 이후 서쪽으로 이동하면서 조금씩 발달했으나, 9월 24일 낮에 하이난섬에 상륙했고, 이 과정에서 다시 약해졌다. 하이난섬을 빠져나와 느린 속도로 베트남 쪽으로 이동하다가 발생한 지 48시간도 안 된 9월 25일 오후 3시에 통킹만 해상에서 소멸되었다. "프란시스코"는 미국에서 제출한 이름으로 남자 이름이다.

### 제14호 태풍 레끼마
제14호 태풍 레끼마 (LEKIMA)는 9월 30일 오전 9시에 필리핀 마닐라 서쪽 약 540 km 부근 해상에서 발생했다. 발생 초기에 대한민국 기상청(KMA)은 태풍의 크기를 중형으로 발표하였으나, 지역특별기상센터(RSMC)는 이 태풍이 초대형 태풍이며, 반경은 필리핀의 루손섬, 중국의 하이난섬, 그리고 베트남을 일부 덮을 정도라고 발표했다. 서쪽으로 이동하던 태풍은 10월 1일부터 점차 북쪽으로 틀기 시작했고, 10월 3일에 하이난섬 부근에 이르렀을 때 다시 서쪽으로 방향을 틀어 같은 날 밤에 베트남 해안에 상륙했다. 그리고 계속 내륙으로 진입하여, 10월 4일 오후 3시에 태국 영토에 진입한 뒤 소멸되었다. "레끼마"는 베트남에서 제출한 이름으로 나무의 한 종류의 이름이다.

### 제15호 태풍 크로사
제15호 태풍 크로사 (KROSA)는 2007년 10월 2일 오전 9시 필리핀 마닐라 동북동쪽 약 1,100 km 부근 해상에서 발생했다. 이 태풍은 북서쪽으로 이동하면서 급격하게 발달하기 시작했다. 발생한 지 48시간 만인 10월 4일 오전 9시에는 중심 기압 940hPa, 중심 부근에서 초속 46m의 바람이 부는 매우 강한 태풍으로 발달했다. 이 태풍은 계속 북서진 내지 북북서진 하여 10월 6일 낮에 타이완섬에 상륙하였다. 그러나 곧 다시 남쪽으로 방향을 튼 뒤 동쪽으로 이동하여 대만을 빠져 나왔으며, 이 과정에서 태풍은 강도 "매우 강"의 태풍에서 "강"의 태풍으로 많이 약화되었다. 이후 진로는 대만에 재상륙한 뒤, 중국 해안에 바짝 붙어서 북상하다가 그대로 온대저기압으로 변질되었다. 당초 진로는 태풍의 세력을 유지하며 남해를 통과, 일본 규슈 섬에 상륙함으로써 대한민국에도 영향을 미칠 것으로 예상되었으나, 태풍이 일찍 소멸되면서 제주도에 40~50mm의 비가 내리고 대한민국 남부 지방에 풍랑특보만 발효되었을 뿐이었다. "크로사"는 캄보디아에서 제출한 이름으로 "학"을 뜻한다.

### 제16호 태풍 하이옌
제16호 태풍 하이옌 (HAIYAN)은 2007년 10월 5일 오전 9시 일본 도쿄 동남동쪽 먼 바다에서 발생했다. 이 태풍이 발생한 지역은 동경 170도로, 북서 태평양의1 동쪽 끝이며, 상당한 고위도에서 발생해 크게 발달하지 못하고 동경 170도선을 따라 빠르게 북진하다가 발생한 지 18시간 만인 10월 6일 오후 3시에 일본 삿포로 동남동쪽 약 2,780 km 부근 해상에서 열대 저기압으로 다시 세력이 약화되었다. "하이옌"은 중국에서 제출한 이름으로 "바다제비"를 뜻한다.
JTWC는 당초 이 태풍을 열대저기압으로 인정하지 않았지만, 사후 해석을 통해 열대저기압 (지정 번호 27W)으로 인정했다.

### 제17호 태풍 버들
제17호 태풍 버들 (PODUL)은 2007년 10월 5일 오전 9시 일본의 먼 남해상에서 발생했다. 10월 3일 경에 저기압 상태로 처음 모습을 드러냈는데, 속보에서는 일본 남쪽해상에서 동쪽으로 이동하다가 갑작스럽게 태풍으로 발달한 것으로 발표 되었으나, 사후 해석을 통해 태풍으로의 발달 위치가 정정되고, 최대 세력도 다시 해석되었다. 태풍은 2007년 10월 7일 오후 3시경에 온대저기압으로 바뀌었다. "버들"은 조선민주주의인민공화국에서 제출한 이름이다.
한편, JTWC는 이것을 열대저기압으로 해석하지 않았다.

### 제18호 태풍 링링
제18호 태풍 링링 (LINGLING)은 2007년 10월 12일 오후 3시 일본 도쿄 동남동쪽 약 3,350 km 부근 해상에서 발생했다. 제16호 태풍 하이옌과 비슷한 장소에서 발생하여, 태풍 하이옌처럼 그리 크게 발달하지 못했다. 천천히 북서쪽으로 이동하다가 10월 14일부터는 북동쪽으로 방향을 틀어, 10월 15일 오후에 동쪽으로 빠르게 이동하며 온대 저기압으로 변질되었다. "링링"은 홍콩에서 제출한 이름으로, 소녀의 애칭 중 하나이다.

### 제19호 태풍 가지키
제19호 태풍 가지키 (KAJIKI)는 2007년 10월 19일 오후 3시 괌 섬 북북서쪽 약 730 km 부근 해상에서 발생했다. 발생 이후 북서쪽으로 이동하며 발생 24시간이 채 안 된 10월 20일 오전 9시에 중심 기압 960hPa인 강도 "강"의 태풍으로 발달했다. 그 후 조금 더 발달한 뒤, 10월 20일 오후부터 점차 동쪽으로 전향하기 시작했다. 그리고 빠른 속도로 고위도 해상으로 진출하여 세력이 약화되다가, 10월 22일 오후 3시 일본 삿포로 동쪽 먼 해상에서 온대 저기압으로 변질되었다. "가지키"는 일본에서 제출한 이름으로, 물고기의 한 종류인 "청새치"를 뜻한다.

### 제20호 태풍 파사이
제20호 태풍 파사이 (FAXAI)는 2007년 10월 26일 오전 9시 일본 오키나와섬 남동쪽 약 540 km 부근 해상에서 발생했다. 발생 직후에는 서쪽으로 이동하다 곧 전향하여 동쪽으로 이동하기 시작했다. 오키나와 동쪽 해상에 이르러서 이동 속도도 점차 빨라져 10월 27일 밤에는 도쿄 동쪽 가까운 해상까지 진출했다. 이때 세력은 중심 기압 980hPa, 최대 풍속 30m/s의 중형 태풍이었다. 이 태풍이 기록한 강수량·풍속이 일본 수도권의 소부 본선·나리타선 등 많은 철도 교통망의 강수량·풍속 규제치를 넘어, 수도권 철도 중 일부의 운행이 중단되는 등 차질을 빚기도 했다. 이후 태풍은 10월 27일 오후에 도쿄 북동쪽 해상까지 진출하며 온대 저기압으로 변질되었다. "파사이"는 라오스에서 제출한 이름으로 숙녀 이름의 하나이다.

### 제21호 태풍 페이파
제21호 태풍 페이파 (PEIPAH)는 2007년 11월 3일 오후 9시 필리핀 마닐라 동북동쪽 약 840km 부근 해상에서 발생했다. 발생 이후 점차 발달하면서 서쪽으로 이동하였고, 11월 4일 밤에 중형급 세력으로 필리핀 루손섬에 상륙하였다. 11월 5일 아침에는 루손섬 서쪽 해상, 즉 남중국해 해상으로 빠져나왔다. 11월 6일에는 줄곧 서쪽을 향하던 태풍의 진로가 북서쪽으로 바뀌면서 남중국해 해상에서 정체하였고, 11월 7일부터는 베트남을 향해 느리게 남서쪽으로 이동하기 시작했다. 그러나 남서쪽으로 이동하면서 세력이 급격히 약화되었고, 11월 9일 새벽에 소멸되었다. "페이파"는 마카오에서 제출한 이름으로 애완용 물고기를 의미한다.

### 제22호 태풍 타파
제22호 태풍 타파 (TAPAH)는 2007년 11월 12일 오전 9시 괌 섬 북북서쪽 약 1000km 부근 해상에서 발생했다. 11월 8일 괌 섬 남동쪽 해상에서 구름대가 처음 모습을 보인 이후, 태풍으로의 발달은 11월 12일 괌 섬 북북서쪽 해상에서 이루어졌다. 그러나 이 태풍은 크게 발달하지 못했고, 발생 24시간도 못된 11월 13일 새벽에 소멸되었다. "타파"는 말레이시아에서 제출한 이름으로 민물 메기를 의미한다.

### 제24호 태풍 하기비스
제24호 태풍 하기비스 (HAGIBIS)는 2007년 11월 21일 오전 3시 필리핀 마닐라 남서쪽 약 690 km 부근 해상에서 발생했다. 서북서진하면서 발달하여, 11월 22일에는 강도 "강"의 태풍으로 발달했다. 그러나 예보 기관들은 태풍이 베트남에 상륙하여, 베트남 내륙 지역에서 소멸될 것으로 예측했지만, 정작 태풍은 11월 23일부터 베트남 동쪽 해상에서 정체하기 시작했다. 서남서진-북서진-동진을 반복하며 정체하던 이 태풍은 11월 24일 밤부터 점차 동쪽으로 이동하여, 11월 27일에는 필리핀 루손섬 남단을 강타하였다. 이 과정에서 태풍은 크게 약화되었고, 필리핀 동쪽 해상으로 빠져나온 태풍은 곧 소멸되었다.